# Tyristrands kommun
Tyristrands kommun (norska: Tyristrand kommune) var en kommun i Buskerud fylke i Norge. Kommunen omfattade den sydvästra delen av nuvarande Ringerike kommun (ett område väster om sjön Tyrifjorden). Tätorten Tyristrand utgjorde kommunens centralort.

## Administrativ historik
Tyristrands kommun upprättades den 1 juli 1916 genom utbrytning ur Hole kommun. Kommunen hade 1 700 invånare vid upprättandet.
Den 1 januari 1964 gick Tyristrands kommun, tillsammans med kommunerna Hole, Hønefoss, Norderhov och Ådal samt en del av Krødsherads kommun, upp i den då nybildade Ringerike kommun. Kommunens hade då 1 714 invånare.
Den 1 januari 1977 återupprättades Hole kommun kommun genom utbrytning ur Ringerike kommun. Den tidigare kommunen Tyristrands område påverkades dock inte utan förblev en del av Ringerike kommun.